# Moishe Postone
Moishe Postone (17 aprile 1942 – 19 marzo 2018) è stato uno storico canadese, professore di storia all'Università di Chicago.
Figlio di Abraham Isaac Postone e di Evelyn nata Haft, di Vancouver au Canada.
Dal 1972 al 1982 visse a Francoforte sul Meno dove fu collaboratore dell'Istituto di Ricerche Sociali. Nel 1983 ottenne il dottorato di ricerca presso la Johann Wolfgang Goethe-Universität. Lavorò per molti anni presso il dipartimento di storia dell'Università di Chicago.

## Opere principali
- Time, Labor and Social Domination: A Reinterpretation of Marx's Critical Theory, New York and Cambridge, Cambridge University Press, 1993.
- Marx Reloaded: Repensar la teoria critica del capitalismo, Madrid, Traficantes de Suenos, 2007.
- Deutschland, die Linke und der Holocaust - Politische Interventionen, Freiburg, Ca Ira Verlag, 2005.
- History and the Critique of Capitalism, conferenze di Moishe Postone del 25 novembre 2009 a Lilla.
- Catastrophe and Meaning: The Holocaust and the Twentieth Century, (con E. Santner) Chicago, University of Chicago Press, 2003.
- Bourdieu: Critical Perspectives, (con C. Calhoun e E. LiPuma), Chicago and Cambridge, University of Chicago Press and Polity Press, 1993.
- Theorizing the Contemporary World: David Harvey, Giovanni Arrighi, Robert Brenner, in R. Albritton, B. Jessop, R. Westra (a cura di), Political Economy of the Present and Possible Global Future(s), London, New York, Delhi, Anthem Press. 2007.
- Reflections on Jewish History as General History: Hannah Arendt's Eichmann in Jerusalem, in Raphael Gross and Yfaat Weiss (a cura di), Jüdische Geschichte als Allgemeine Geschichte, Göttingen, Germany: Vandenhoeck and Ruprecht, 2006.
- Critique, State, and Economy in Fred Rush (a cura di), The Cambridge Companion to Critical Theory, Cambridge, Cambridge University Press, 2004.
- The Holocaust and the Trajectory of the Twentieth Century, in M. Postone e E. Santner (a cura di), Catastrophe and Meaning. University of Chicago Press, 2003.
- Lukács and the Dialectical Critique of Capitalism, in R. Albritton and J. Simoulidis (a cura di), New Dialectics and Political Economy, Houndsmill, Basingstoke and New York: Palgrave Macmillan, 2003.
- Contemporary Historical Transformations: Beyond Postindustrial and Neo-Marxist Theories, Current Perspectives in Social Theory. vol. 19, 1999. Stamford, Conn: JAI Press Inc., 1999.
- Deconstruction as Social Critique: Derrida on Marx and the New World Order, (recensione a Spettri di Marx di J. Derrida) in History and Theory, October, 1998.
- Rethinking Marx in a Postmarxist World, in Charles Camic (a cura di), Reclaiming the Sociological Classics, Cambridge Mass., Blackwell Publishers, 1998.
- Political Theory and Historical Analysis, in C. Calhoun (a cura di), Habermas and the Public Sphere, Cambridge, Mass., MIT Press, 1992.
- History and Critical Social Theory (recensione a Teoria dell'agire comunicativo di J. Habermas) in Contemporary Sociology. vo1. 9, n. 2, Marzo, 1990.
- After the Holocaust: History and Identity in West Germany, in K. Harms, L.R. Reuter and V. Dürr (a cura di), Coping with the Past: Germany and Austria after 1945, Madison, University of Wisconsin Press, 1990.
- Anti-Semitism and National Socialism, in Anson Rabinbach and Jack Zipes (a cura di), Germans and Jews Since the Holocaust, New York, Holmes and Meier, 1986.

## Opere tradotte
- Dialettica e proletariato: dibattito sui Grundrisse di Marx, (Aa. Vv. a cura di B. Accarino), Firenze, La nuova Italia, 1978.
- "Pensare la crisi globale" in Prospettive della crisi globale – Asterios, Trieste 2013 – ISBN 9788895146782
- Antisemitismo e nazionalsocialismo – Asterios, Trieste 2014 – ISBN 9788895146980

| Controllo di autorità | VIAF (EN) 17380910 · ISNI (EN) 0000 0000 8360 6710 · LCCN (EN) n92101334 · GND (DE) 132562944 · BNE (ES) XX1789646 (data) · BNF (FR) cb13524288m (data) · J9U (EN, HE) 987007266598705171 |